# Camera dei rappresentanti del Minnesota
La Camera dei rappresentanti del Minnesota è la camera bassa della Legislatura del Minnesota. Essa si riunisce, insieme al Senato, nel Campidoglio dello Stato del Minnesota. 
È composta da 134 membri, ognuno dei quali eletti per un mandato biennale. Ogni distretto è diviso a metà e ha il suffisso A oppure B (per esempio, il distretto House 32B è geograficamente all'interno del distretto 32). 
Entrambe le camere della legislatura si uniscono tra gennaio e il terzo lunedì di maggio di ogni anno, senza superare i 120 giorni per biennio. Gli uffici di tutti i rappresentanti sono nello State Office Building, collegato attraverso un tunnel a ovest del Capitol. Talvolta viene chiamato l'S.O.B. dai membri e dallo staff ed in questo edificio sono tenute la maggior parte delle audizioni di commissione della Camera.